# 複式機関車

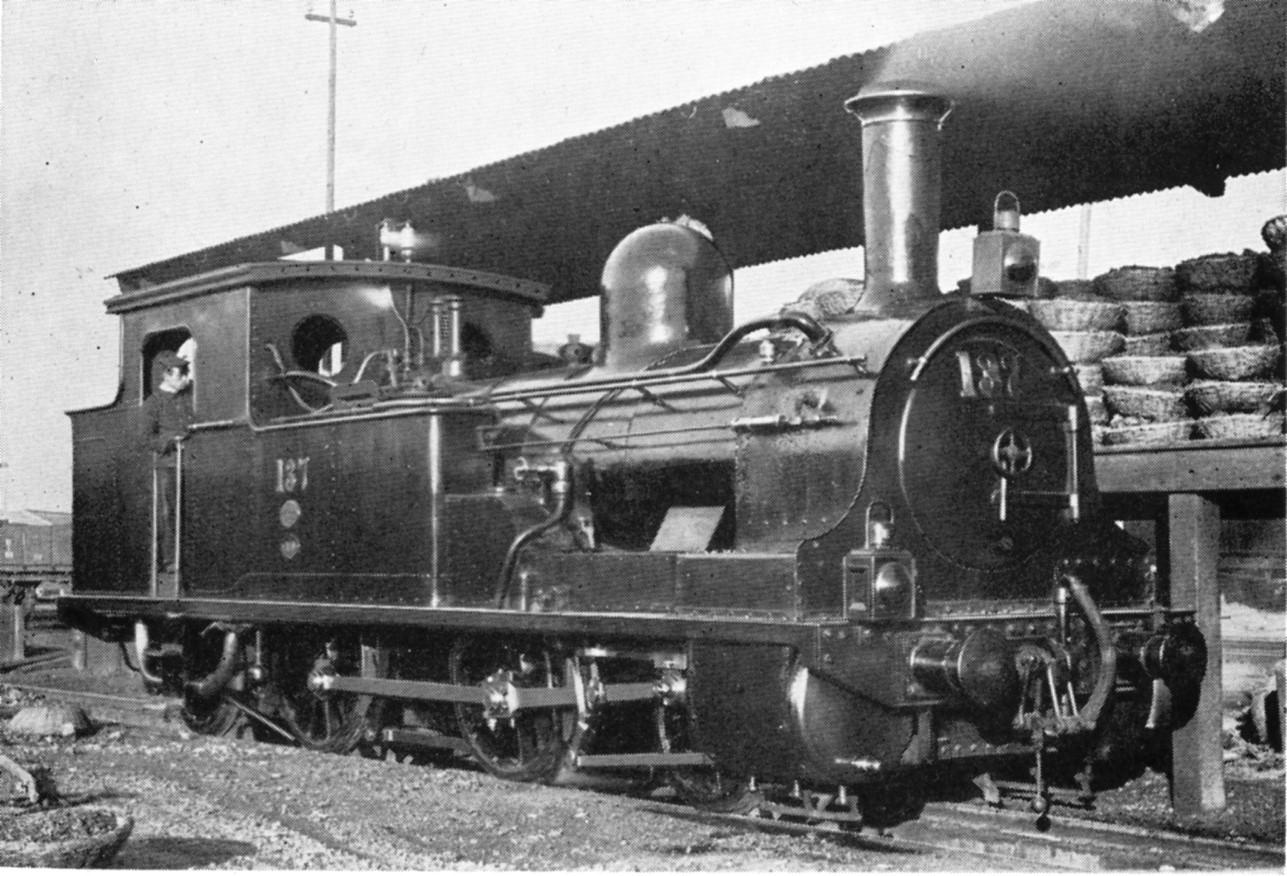
鉄道作業局 137 (後の鉄道院 860)

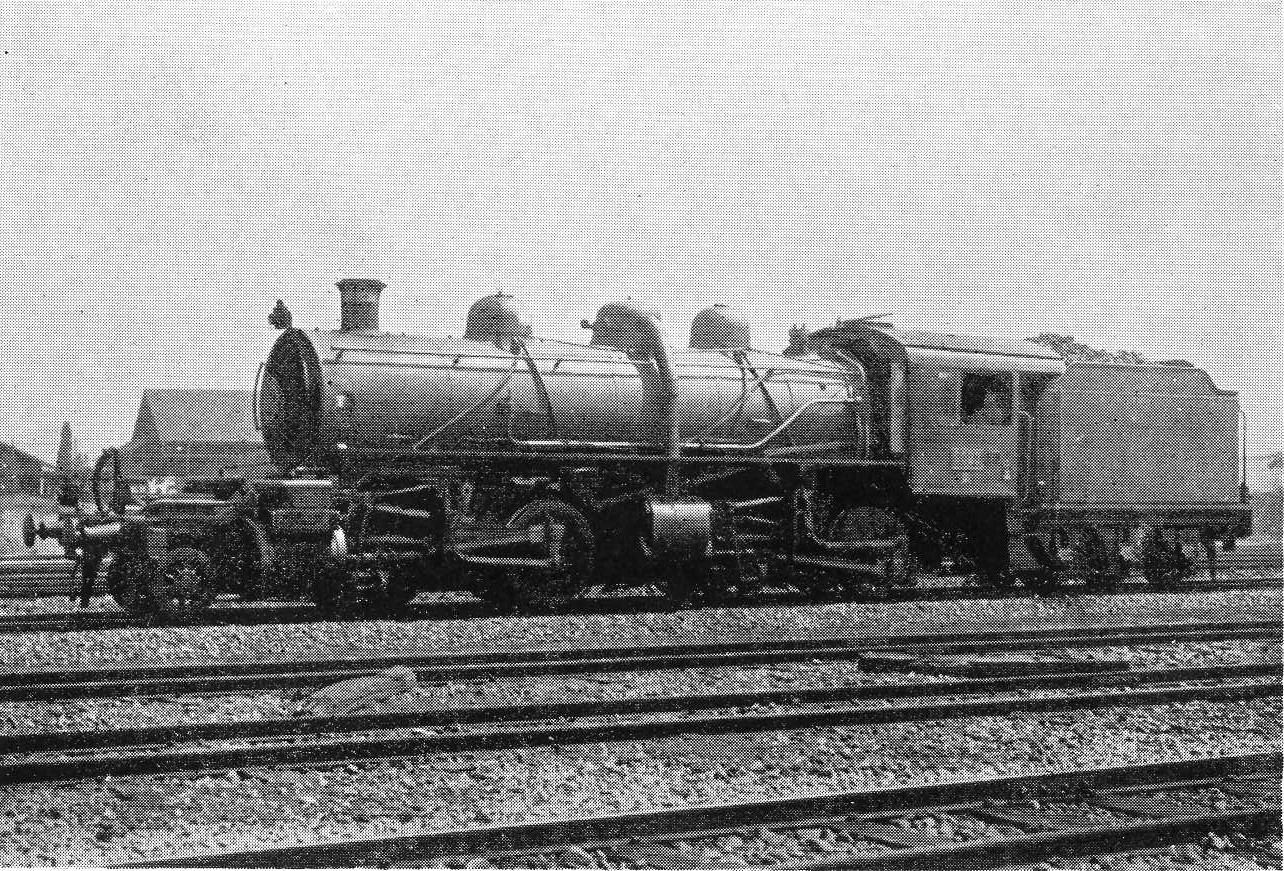
9020形

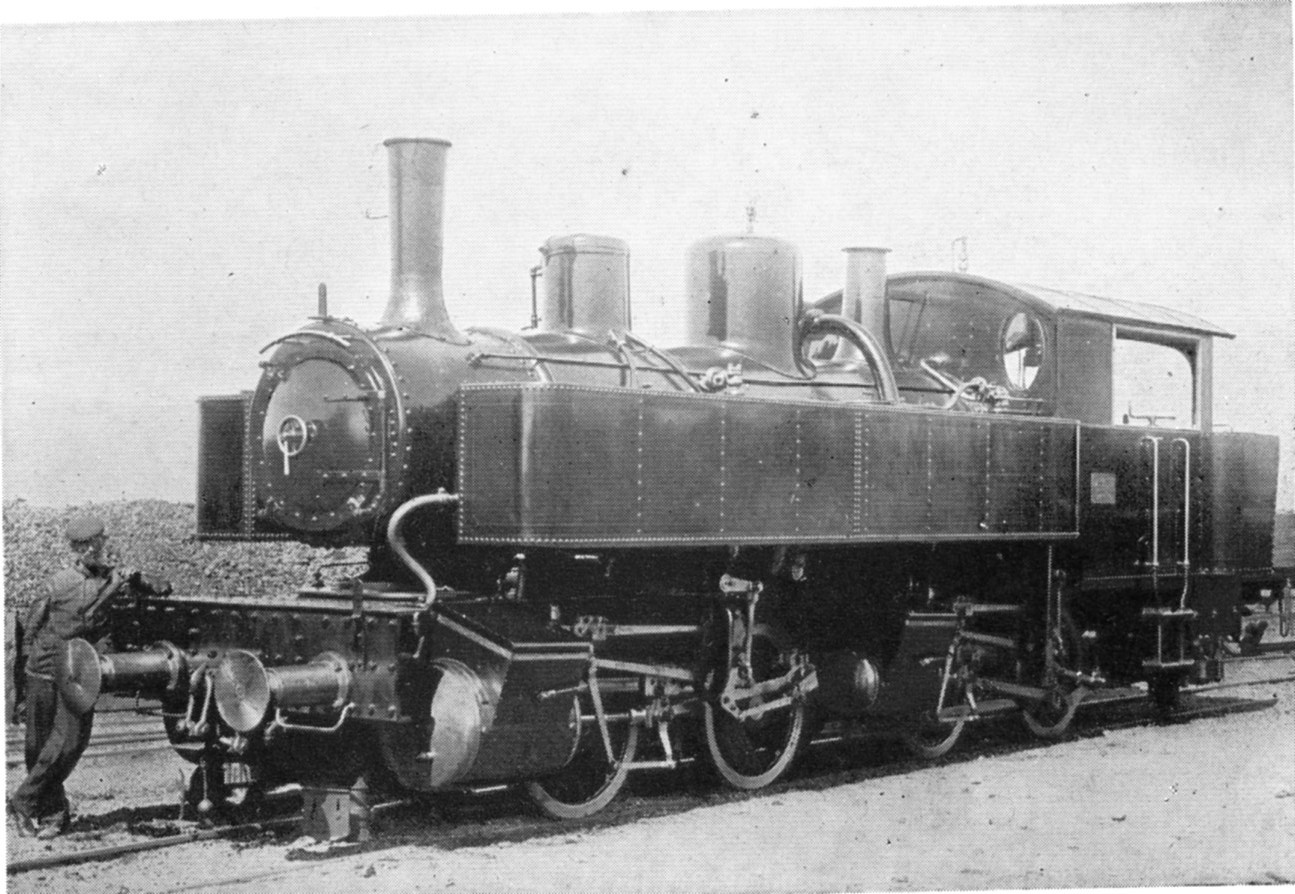
日本鉄道 701 (後の鉄道院 4500)

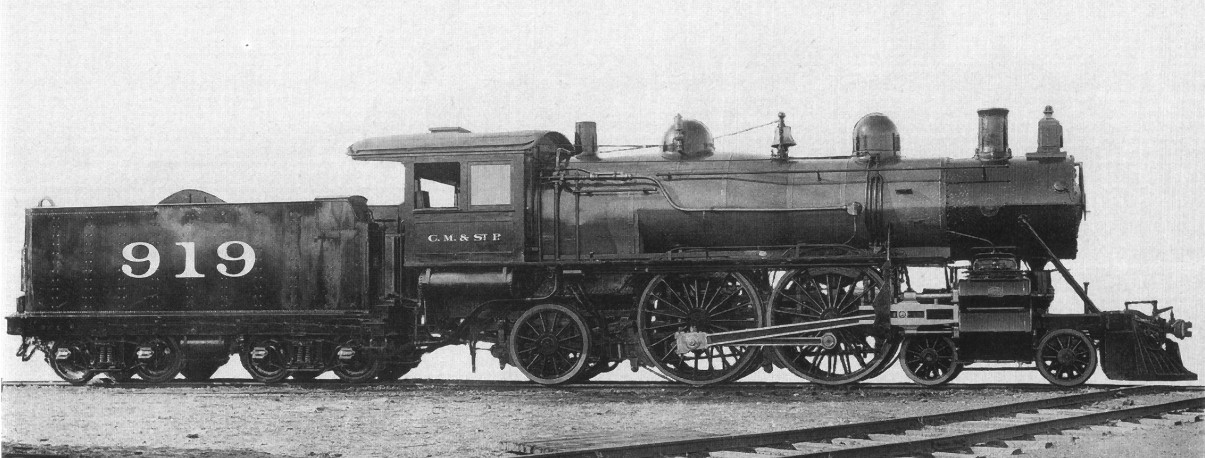
ヴォークレイン式4シリンダー複式機関車、ミルウォーキー鉄道のA2型No. 919

複式機関車とは複式機関を搭載した蒸気機関車である。

## 概要
蒸気機関の全盛時、既に船舶用蒸気機関で熱効率を高めるために一定の成果を挙げていた複式機関を蒸気機関車にも取り入れようとするのは当然の帰結で、様々な形式が試みられた。しかし、構造が複雑で整備に手間がかかり、過熱式蒸気機関車が普及すると徐々に淘汰されて単式に改造されていき、残った形式は僅かだった。蒸気機関車でのレシプロ式複式機関では各シリンダーのピストンの力を釣り合わせるために、高圧シリンダーと低圧シリンダーの容積の比を慎重に決定する必要がある。通常、低圧シリンダーの直径とストロークの長さのどちらかあるいは両方が大きくされる。サイクル中で凝縮の起きない機関では、高圧対低圧の容積比は通常1対2.25である。ギアードロコでは、シリンダー容積は低圧側ピストン速度を速くすることでおおよそ同じにできる。

## 蒸気機関車の複式化の背景
鉄道の機関車において、複式機関の主な利点は、より長いサイクルで温度と圧力を変換して効率を上げ、燃料と水を節約して高い出力/重量比を達成できる点である。さらに、トルクが平坦化される結果、多く乗り心地が改善され、軌道への影響が少なくなる。急勾配かつ軸重が低い場合、複式機関車が最も現実的な解と考えられたが、最適性能を発揮するには熟練した操作のために各々の機関車に専任機関士を配置する必要が生じ、利便性を下げてしまうことになった。蒸気機関車時代の末期、アンドレ・シャプロンやリビオ・ダンテ・ポルタなど、この分野の研究者もこうした問題に直面した。複式機関車の設計には、熱力学や流体力学の的確な知識が重要であるにもかかわらず、設計者がこれを欠く事が多かったため、設計の多くは最適とは言い難いものとなった。この傾向は20世紀初頭に製造された機関車で特に顕著で、必ずしも複式機関特有の問題ではなかったが、長い蒸気流路の途中で温度低下と凝縮が起きやすいこの種の機関で特に影響が大きかった。1929年以降、古い機関車を改造する際、シャプロンは蒸気流を改善し、蒸気温度が下がらないように大型の過熱器を取り付けるなどして、出力と効率性を大幅に、しかも安価に改善した。さらに温度をより一定に保つため、高圧シリンダーと低圧シリンダーの間に再過熱器（リヒーター）とスチームジャケットの付いたシリンダーを試験用の貨物機関車160A1型に取り付けた。再過熱はポルタの改造機「プレシデンテ・ペロン/アルヘンティーナ」でも取り入れられている。単式機関の支持者は、シリンダーを早めにカットオフして少量の蒸気を送ることで、複雑で初期費用の高い複式機関の必要性はなくなると論じ、現在まで続く議論となっている。

## 機関車用複式機関の構成
機関車用のレシプロ式では多くの複式機関の構成があるが、高圧と低圧のピストンがどのような位相関係になっているかに応じて2種類の基本形に分類することができる。高圧側の排気が直接高圧シリンダーから低圧シリンダーに流れ込むもの (Woolf compounds) と、圧力変動が蒸気だめやレシーバーと呼ばれるパイプの形で中間のバッファー空間を必要としているもの (receiver compounds) である。
複式機関に関する永遠の問題は始動である。全てのシリンダーが自身の重量を動かすために、何らかの方法で蒸気に高圧シリンダーをバイパスさせて減圧した状態で低圧シリンダーに直接送り込むことが望ましい。このため特許がとられた多くの複式機関システムは何らかの始動機構に関連している。ド・グレン式4シリンダーシステムは、高圧と低圧で独立したカットオフを設定でき、lanterneと呼ばれるロータリーバルブにより高圧グループと低圧グループを独立して動作させたり組み合わせて動作させたりできるものがある。他のほとんどのシステムは、様々な種類の始動弁を採用している。別の問題は、2つのシリンダーグループの弁装置が完全に独立しているか何らかの形で連携しているかという点である。

## 主な複式機関車
- 国鉄860形蒸気機関車 - 1893年に日本で最初に製造された蒸気機関車

### ヴォークレイン複式機関車
- デンバー・アンド・リオグランデ・ウェスタン鉄道 K-27型蒸気機関車
- 国鉄3380形蒸気機関車
- 国鉄3500形蒸気機関車
- 国鉄3700形蒸気機関車
- 国鉄5060形蒸気機関車
- 国鉄8000形蒸気機関車9号機 - 1892年に輸入された日本初の複式機関車
- 国鉄8250形蒸気機関車
- 国鉄8450形蒸気機関車
- 国鉄8500形蒸気機関車

### マレー式複式機関車
- 国鉄4500形蒸気機関車
- 国鉄9020形蒸気機関車
- 国鉄9750形蒸気機関車
- 国鉄9800形蒸気機関車
- 国鉄9850形蒸気機関車